# Cantonul Castanet-Tolosan
Cantonul Castanet-Tolosan este un canton din arondismentul Toulouse, departamentul Haute-Garonne, regiunea Midi-Pyrénées, Franța.

## Comune
- Aureville
- Auzeville-Tolosane
- Auzielle
- Castanet-Tolosan (reședință)
- Clermont-le-Fort
- Goyrans
- Labège
- Lacroix-Falgarde
- Mervilla
- Péchabou
- Pechbusque
- Rebigue
- Saint-Orens-de-Gameville
- Vieille-Toulouse
- Vigoulet-Auzil